# Victor Boissel
Pour les articles homonymes, voir Boissel.
Victor Félix Boissel, (14 janvier 1840 à Mayenne - 19 septembre 1919 à Laval), industriel du textile et homme politique français, sénateur de la Mayenne de 1897 à 1906, député de la Mayenne de 1910 à 1914.

## Biographie
Après des études au Lycée de Laval, il devient Chef d’une importante teinturerie à Saint-Nicolas, dans la banlieue de Laval. Il sert à partir de 1863 dans la compagnie des sapeurs-pompiers de Laval, homme de courage et de décision dans de violents incendies, ses services à la cause publique lui avaient amenées une importante notoriété. Il débute en 1862, à l'âge de 22 ans, comme simple soldat dans la compagnie des sapeurs-pompiers. Après avoir passé par tous les grades, il devient le commandant de la compagnie de 1877 à 1892.

### Carrière politique
Il est l'un des premiers défenseurs, en Mayenne du gouvernement de la République, et l'un des fondateurs du parti républicain dans la Mayenne. L'orientation politique du gouvernement, en 1871, allaient plutôt aux Orléanistes, voire aux Légitimistes, qu'à la République.

#### Laval
Il est Conseiller municipal dans l'opposition républicaine en mai 1871. Il est opposant aux Bonapartistes qui administraient alors la ville. Sur sa liste, uniquement deux républicains peuvent se faire nommer.
Depuis la fondation de la Troisième République, 13 élections municipales ont eu lieu où il est constamment réélu.
L'élection du 10 août 1879 est motivée par la démission des 14 conseillers municipaux qui n’approuvent pas l’administration de Louis Marchal. Victor Boissel, ainsi que Aimé Billion et Louis Bretonnière sont parmi les démissionnaires. Le soir du 10 août 1879, Louis Marchal démissionne et avec lui, une partie du conseil municipal. Aimé Billion devient maire, et Victor Boissel, adjoint au maire en 1879.
Victor Boissel devient maire de Laval en 1892. La liste de conseillers municipaux qui se présentent avec lui l'emporte avec une belle majorité.

#### La Mayenne
Il entre en 1877 au Conseil départemental, après avoir battu Frédéric Le Segrétain, un Bonapartiste. Il y reste 7 ans.
Il est élu aux élections cantonales de 1883 au conseil général de la Mayenne , contre Raoul Letourneux de la Perraudière, maire d'Astillé, légitimiste, et neveu d'Ambroise-François-Xavier Blanchet, ancien maire de Laval. Il est réélu aux élections cantonales de 1889 après une lutte très vive, et un second tour.
Il est réélu aux élections cantonales de 1895, puis aux élections cantonales de 1901 contre Emmanuel Morin de la Beauluère, membre du Parti national antijuif. La campagne électorale est acharnée. Son adversaire fait appel fit appel à des journalistes de La Libre Parole et de L'Intransigeant. Édouard Dubuc, de la Jeunesse antisémitique et Davout dit Jacques Cailly, deux prévenus des Procès pour complot devant la Haute Cour, viennent exprès de Paris pour cette élection.
Il est réélu aux élections cantonales de 1907, et élections cantonales de 1913.
Il devient vice-président du Conseil général en 1891. Membre de la société nationale d'encouragement à l'agriculture, il est chevalier de la Légion d'honneur, officier de l'instruction publique et médaille d'or de la Mutualité.
Elu aux élections sénatoriales de 1897, il devient sénateur, il appartient aux groupes de la gauche républicaine et de l'Union républicaine. Il est nommé membre de plusieurs commissions spéciales. Il échoue aux élections sénatoriales de 1906.
Candidat républicain, aux élections législatives de 1910, il est élu député au premier tour de scrutin, et s'inscrit avec la gauche démocratique.
Aux élections législatives de 1914, il perd son siège contre le légitimiste Henri de Monti de Rezé.

## Distinctions
- Officier de l'Instruction publique
- Chevalier de la Légion d'honneur par décret du 30 décembre 1886

## Sources
- « Victor Boissel », dans le Dictionnaire des parlementaires français (1889-1940), sous la direction de Jean Jolly, PUF, 1960 [détail de l’édition]
- L'Avenir de la Mayenne, 28 septembre 1919

- Ressources relatives à la vie publique :   - base Léonore
  - Sénat
  - Base Sycomore